# جوزيف كورني
جوزيف كورني هو قاضي كندي، ولد في 1911، وتوفي في 28 سبتمبر 2004.